# Rekord TGV V150
Rekord prędkości maksymalnej, wynoszący 574,8 km/h, został ustanowiony przez pociąg TGV V150 3 kwietnia 2007 we Francji.

## Pociąg

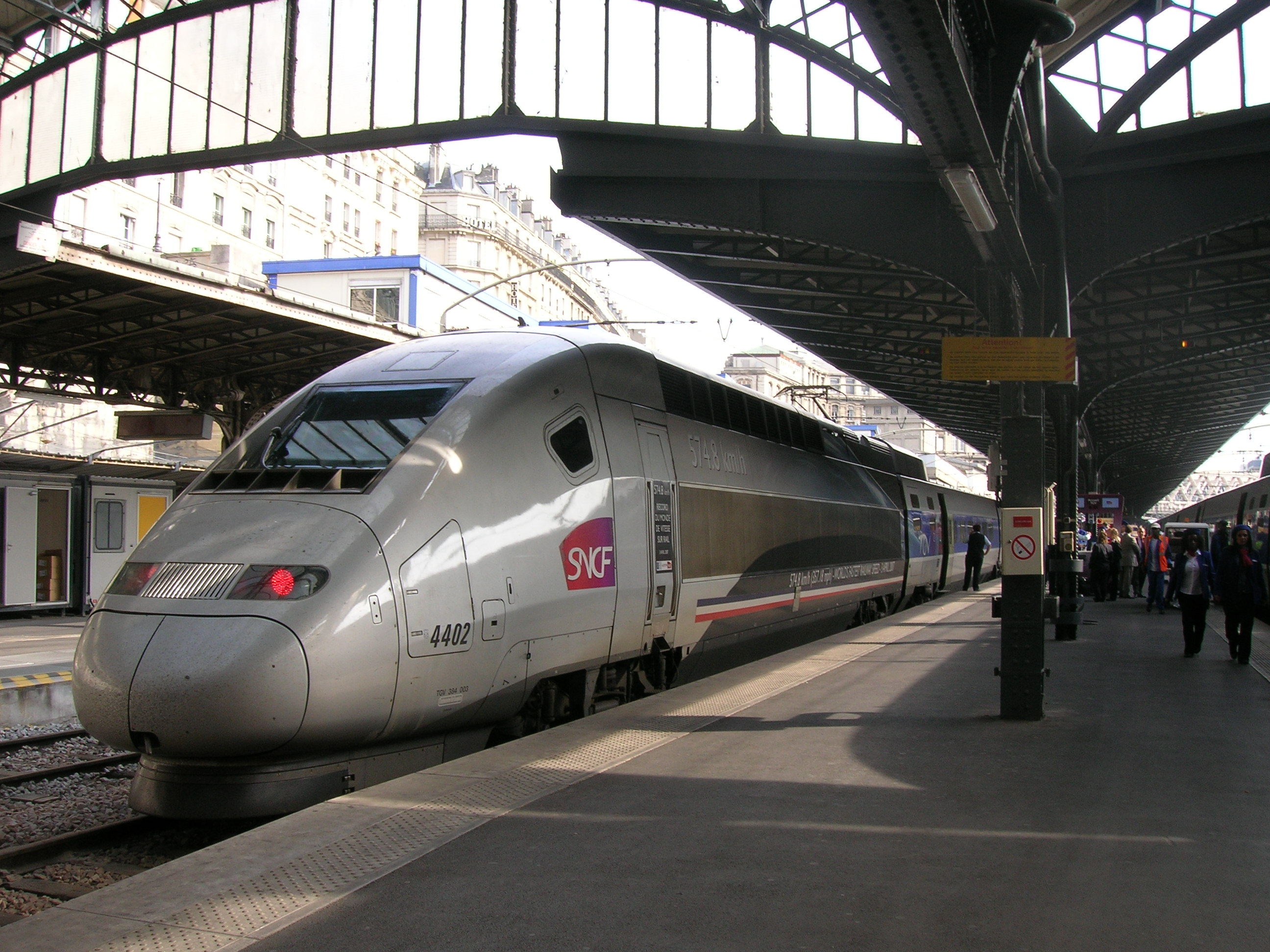
Pociąg 4402, który uzyskał rekord jest użytkowany w ruchu pasażerskim. Na zdjęciu na stacji Gare de l’Est

Rekord prędkości został pobity przez specjalnie przygotowany pociąg, nazwany przez organizatorów przedsięwzięcia (SNCF, Alstom i RFF) V150, co miało nawiązywać do spodziewanej osiągniętej prędkości 150 m/s (540 km/h).
Pociąg składał się z pięciu elementów:
- dwóch głowic napędowych pochodzących z pociągu TGV POS 4402 (głowice 384003 i 384004),
- trzech wagonów pochodzących z pociągu TGV Duplex[4].

Podobnie jak w przypadku poprzednich rekordów prędkości, seryjny tabor poddano znaczącym modyfikacjom:
- W głowicach zamontowano koła o zwiększonej średnicy (1,092 m zamiast 0,92 m), zmienione zostały również przełożenia silników trakcyjnych. Ponadto zastosowano zmodyfikowane transformatory, jako że napięcie zasilania w sieci trakcyjnej miało być podniesione do 31 kV (w miejsce standardowo stosowanych we Francji 25 kV). Moc silników trakcyjnych podniesiono o 68 %, do 19,568 MW.
- Połączenia między wszystkimi członami składu zyskały dodatkowe osłony aerodynamiczne. Dwa centralne wózki, na których opierały się wagony skróconego składu Duplex zostały zamienione na wózki napędne, pochodzące z prototypowego AGV. W przeciwieństwie do silników synchronicznych napędzających głowice, wózki pod wagonami wyposażono w silniki asynchroniczne z magnesami trwałymi. W środkowym wagonie umieszczono transformator przeznaczony do zasilania tych silników. Ich moc podniesiono o 40 %, do 1 MW. Dolne piętro środkowego wagonu posłużyło również do umieszczenia, oprócz transformatora, pozostałych niezbędnych systemów trakcyjnych[4].

Jednym z największych problemów przy jeździe z wysokimi prędkościami jest współpraca odbieraka prądu z siecią trakcyjną i zapewnienie ich stałego kontaktu. V150 wyposażono w specjalnie przygotowany pantograf firmy Faiveley typu CX w najbardziej zaawansowanej wersji, wyposażonej w elektroniczne sterowanie. Pociąg posiadał tylko jeden pantograf, pozostałe usunięto i zastąpiono osłonami aerodynamicznymi. Inne urządzenia firmy Faiveley zamontowane w pociągu były również kluczowe dla przebiegu jazdy, w szczególności układ hamulcowy, system pomiaru prędkości, radar dopplerowski czy system kontroli trakcji.
Pociąg wyposażono w blisko 600 różnego rodzaju czujników umieszczonych w 350 punktach wzdłuż całego składu.

## Trasa

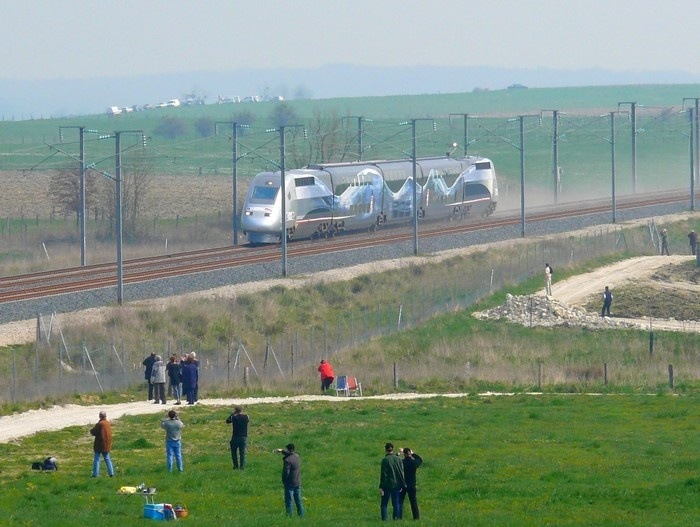
TGV LGV Est o numerze 4402 podczas uzyskania 574 km/h 2 kwietnia 2007

Rekord prędkości został pobity na odcinku nowo wybudowanej linii wysokiej prędkości LGV Est européenne, łączącej Paryż z Reims, Metz, Nancy i Strasburgiem. W samej infrastrukturze nie dokonano wielkich zmian, najważniejsze dotyczyły sieci trakcyjnej: napięcie podniesiono do 31 kV, zwiększono również siłę naciągu przewodu jezdnego do 4 t.
Linia LGV Est jest zaprojektowana dla pociągów poruszających się z prędkościami eksploatacyjnymi do 360 km/h (maksymalna prędkość pociągów w momencie otwarcia linii miała wynieść 320 km/h). Z powodu bardzo dużych promieni łuków, sprzyjających jeździe z dużymi prędkościami, do testów wybrano odcinek linii pomiędzy Metz i Châlons-en-Champagne.

## Bicie rekordu prędkości

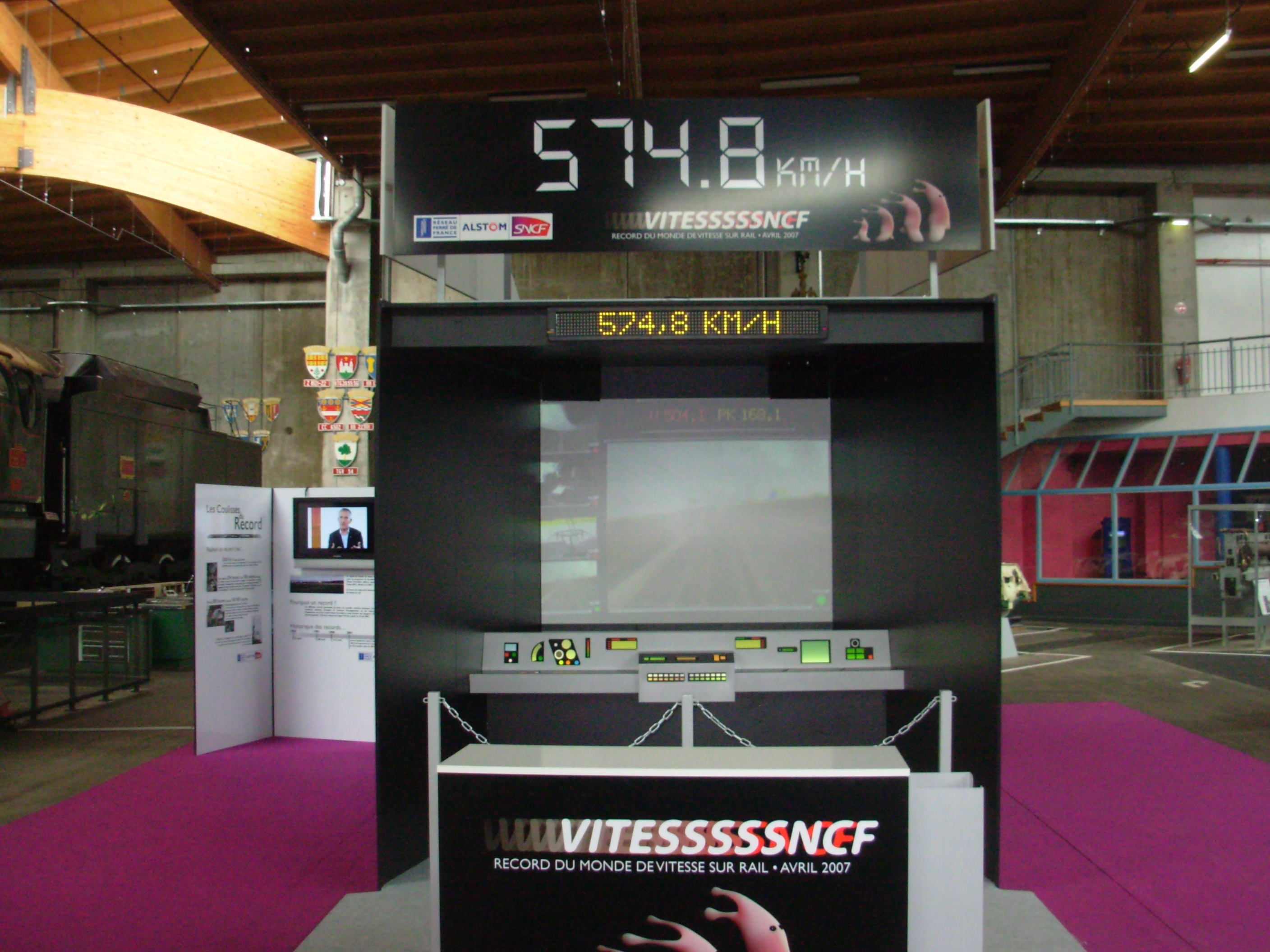
Pomiar rekordu wynoszącego 574,8 km/h na liczniku pomiarowym

Zamiar pobicia dotychczasowego rekordu został ogłoszony przez prezes SNCF Anne-Marie Idrac przy okazji obchodów 25-lecia pociągów TGV. Kampania prowadząca do celu została rozpoczęta 15 stycznia 2007. Brało w niej udział ponad 300 inżynierów i techników, wykonano 40 jazd z prędkościami powyżej 450 km/h, w ciągu 20 godzin przejechano ok. 3200 km.
Przed oficjalną próbą poprzedni rekord został wielokrotnie pobity nieoficjalnie. SNCF informowały o przekroczeniu prędkości 553 km/h 13 lutego 2007 oraz 568 km/h 29 marca 2007. Przewoźnik informował, że możliwe jest osiągnięcie prędkości 580 km/h w czasie ostatecznego bicia rekordu.
Oficjalny rekord został ustanowiony 3 kwietnia 2007. O godzinie 13:01 pociąg V150 wyruszył z Prény, 20 km na południowy zachód od Metz, w kierunku Paryża. Po dziesięciu kilometrach podróży wjechał na odcinek zasilany podwyższonym napięciem, umożliwiający osiągnięcie pełnej mocy silników. Ok. godziny 13:11 pobity został poprzedni rekord 515,3 km/h. O 13:13, w kilometrze 191 linii LGV Est, V150 osiągnął prędkość 574,8 km/h (159,6 m/s). O godzinie 13.31 pociąg przybył na dworzec Champagne-Ardenne TGV, odległy o 150 km od punktu rozpoczęcia podróży.

## Skutki
Biciu prędkości pociągu TGV nadano duży rozgłos we Francji i za granicą. Powszechnie uważano, że wydarzenie podniesie szanse producenta TGV na eksport technologii do krajów zamierzających budować systemy szybkiej kolei (np. Chiny czy Argentyna). Oprócz tego testy przeprowadzone przy okazji jazd testowych pozwoliły na weryfikacje i udoskonalenia niezbędne przy budowie pociągów dużych prędkości.